# Ján Šišovský
Ján Šišovský (* 19. Juni 1945 in Nové Mesto nad Váhom) ist ein ehemaliger slowakischer Leichtathlet, der sich auf den Mittelstreckenlauf spezialisiert und für die Tschechoslowakei an den Start ging.

## Sportliche Laufbahn
Erste internationale Erfahrungen sammelte Ján Šišovský vermutlich im Jahr 1969, als er bei den Europäischen Hallenspielen in Belgrad in 1:52,0 min den achten Platz im 800-Meter-Lauf belegte und mit der 3-mal-1000-Meter-Staffel in 7:23,1 min gemeinsam mit Petr Bláha und Pavel Pěnkava die Silbermedaille hinter dem Team aus der Bundesrepublik Deutschland gewann. Im Jahr darauf kam er bei den Halleneuropameisterschaften in Wien mit 1:52,0 min nicht über den Vorlauf über 800 Meter hinaus und 1971 verpasste er bei den Halleneuropameisterschaften in Sofia mit 1:54,7 min ebenfalls den Finaleinzug. 1973 schied er bei den Halleneuropameisterschaften in Rotterdam mit 1:50,16 min in der Vorrunde über 800 Meter aus und gewann mit der 4-mal-720-Meter-Staffel in 6:21,60 min gemeinsam mit Ivan Kováč, Jozef Samborský und Jozef Plachý die Silbermedaille hinter Westdeutschland. Im Sommer belegte er dann bei der Sommer-Universiade in Moskau in 1:49,53 min den achten Platz über 800 Meter. Im Jahr darauf verpasste er bei den Halleneuropameisterschaften in Göteborg mit 1:50,67 min den Finaleinzug und schied auch bei den Freiluft-Europameisterschaften in Rom mit 1:48,9 min in der ersten Runde aus. Daraufhin trat er nicht mehr international in Erscheinung.
In den Jahren 1975 und 1976 wurde Šišovský tschechoslowakischer Meister im 1500-Meter-Lauf.

## Persönliche Bestzeiten
- 800 Meter: 1:47,20 min, 9. Juni 1974 in Prag
- 1500 Meter: 3:40,9 min, 2. Juni 1976 in Bydgoszcz